# منوچهر محققی
منوچهر محققی (زادهٔ ۱۳۲۲ در تبریز - درگذشتهٔ ۹ مهر ۱۴۰۰) خلبان جنگنده ایرانی بود. او از خلبانان جنگنده فانتوم اف۴ در جنگ ایران و عراق و از رکوردداران پرواز با این هواپیمای شکاری بود.

## زندگی
محققی به پروازهای جسورانه و ارتفاع پایین معروف بود او با هواپیمای فانتوم، حرکات محیرالعقول مختلفی از جمله تیراندازی در حالت وارونه (Invert) را در کارنامه دارد.
برخی از عوارض و نارسایی‌های جسمانی‌اش به‌دلیل ساعات بالای پروازی بود. به‌همین‌دلیل محققی چندسال قبل از مرگ را با بیماری دست و پنجه نرم می‌کرد.